# Academia de Matemáticas de Sevilla
La Academia de Matemáticas fue fundada por Felipe II, con sede en Madrid, en 1581.
Con su fundación como Real Colegio el rey, a instancias de Juan de Herrera, trataba de resolver el problema de la formación de los matemáticos y cartógrafos necesarios para la navegación y descubrimientos del Nuevo Mundo. La financiación del centro corría a cargo del Consejo de Indias.
La academia fue puesta bajo el cuidado de los Jesuitas, que trataron de que el rey la convirtiese en Universidad, sin éxito, y el portugués Juan Bautista Labaña, fue nombrado para encargarse de las lecciones de matemáticas. 
- Datos: Q5398869